# Trnje (Pivka)
Trnje is een plaats in Slovenië en maakt deel uit van de gemeente Pivka in de NUTS-3-regio Notranjskokraška. De plaats telde 265 inwoners op 1 januari 2020.

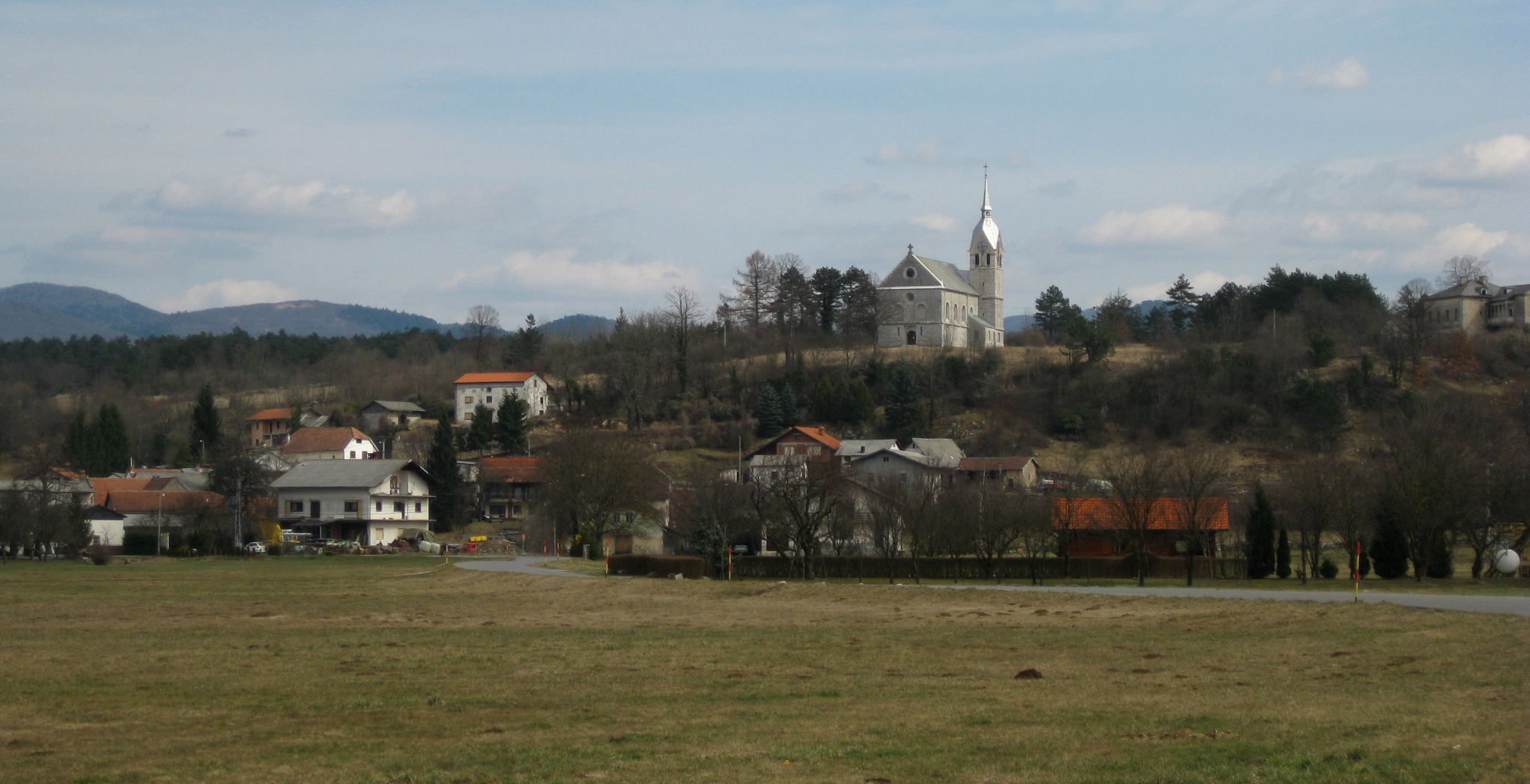
Trnje
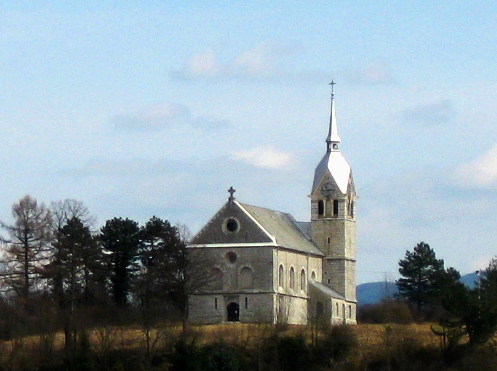
Kerk van St. Trojice